# Lorenzo (Texas)
Pour les articles homonymes, voir Lorenzo.
Lorenzo est une petite ville située à l'ouest du comté de Crosby, au Texas, aux États-Unis,. Fondée en 1911, la ville est incorporée en 1924.

## Démographie
Lors du recensement de 2010, la ville comptait une population de 1 147 habitants. Elle est estimée, en 2019, à 1 225 habitants.

### Source de la traduction
- (en) Cet article est partiellement ou en totalité issu de l’article de Wikipédia en anglais intitulé « Lorenzo, Texas » (voir la liste des auteurs).